# IC 3276
IC 3276 је елиптична галаксија у сазвјежђу Береникина коса која се налази на листи објеката дубоког неба у Индекс каталогу.
Деклинација објекта је + 25° 49' 6" а ректасцензија 12h 24m 14,0s. Привидна величина (магнитуда) објекта IC 3276 износи 15,5 а фотографска магнитуда 16,5.